# Boekenschouw
Boekenschouw. Geïllustreerd letterkundig maandschrift voor godsdienst, wetenschap en kunst was een Nederlands letterkundig tijdschrift dat verscheen tussen 1906 en 1942.
Boekenschouw droeg de eerste vijf jaargangen de titel Boekenschouw voor godsdienst, wetenschap en kunst en wijdde zich aan de literatuur met artikelen over auteurs, literaire stromingen en andere verschijnselen in de letterkunde. Het blad bestond hoofdzakelijk uit boekbesprekingen waarin de ethische en morele waarde van de titels werd besproken. Het tijdschrift stelde zichzelf ten doel de lezers voor te lichten bij hun keuze in boeken en wendde zich daarbij tot een katholiek lezerspubliek. Boekenschouw was een voortzetting van het blad Lectuur. Boekenschouw voor wetenschap en kunst, dat tussen 1904 en 1905 verscheen.